# 天鹅磨坊站
天鹅磨坊站（丹麦语：Svanemøllen Station）是丹麦国家铁路下属的哥本哈根市郊铁路的一个车站，位于丹麦首都哥本哈根厄斯特布羅，1934年5月15日启用，启用时即为哥本哈根市郊铁路车站。现时有哥本哈根市郊铁路A线、B线、Bx线、C线、E线列车停靠。2005年，车站进行了改建。

## 外部連結
- 丹麦国家铁路官网对天鹅磨坊站的介绍 （页面存档备份，存于）（丹麦语）